# Астеродия
Астеродия (др.-греч. Ἀστεροδεία) — имя ряда персонажей греческой мифологии:
- дочь Деиона и Диомеды, жена Фока[1][2][3];
- жена Эндимиона[4];
- дочь Еврипила, жена Икария, мать Пенелопы[5];
- кавказская нимфа, упомянутая у Аполлония Родосского, родившая от царя Колхиды Ээта сына Апсирта[6][7].